# Gustaf Arrhenius
Gustaf Olof Svante Arrhenius, född 5 september 1922 i Stockholm, död 3 februari 2019 i La Jolla i Kalifornien, var en svensk-amerikansk oceanograf. Han var son till Olof Arrhenius, sonson till Svante Arrhenius och bror till Anna Horn af Rantzien.
Gustaf Arrhenius deltog i Skagerraksexpeditionen 1946 och i Albatrossexpeditionen 1947–1948, och disputerade 1953 vid Stockholms högskola. Från 1952 var han bosatt i La Jolla och huvudsakligen verksam vid Scripps Institution of Oceanography på University of California, San Diego där han senare blev professor i oceanografi.
Arrhenius var ledamot av American Association for the Advancement of Science, utländsk ledamot av svenska Vetenskapsakademien 1976 samt ledamot av Vetenskaps- och vitterhetssamhället i Göteborg.
Han var gift och hade tre barn. Hustrun Jenny var dotter till Georg de Hevesy.